# Sparkasse Schwerte
Die Sparkasse Schwerte (Offizielle Firmierung gemäß Handelsregister: Stadtsparkasse Schwerte) war eine Sparkasse in Nordrhein-Westfalen mit Sitz in Schwerte. Im Jahr 2022 fusionierte die Sparkasse mit der Sparkasse Dortmund.

## Geschäftsgebiet und Träger
Das Geschäftsgebiet der Sparkasse Schwerte umfasste die Stadt Schwerte im Kreis Unna, welche auch Trägerin der Sparkasse war.

## Geschäftszahlen
Die Sparkasse Schwerte wies im Geschäftsjahr 2021 eine Bilanzsumme von 862,54 Mio. Euro aus und verfügte über Kundeneinlagen von 614,73 Mio. Euro. Gemäß der Sparkassenrangliste 2021 lag sie nach Bilanzsumme auf Rang 332. Sie unterhielt 7 Filialen/Selbstbedienungsstandorte und beschäftigte 139 Mitarbeiter.

## Geschichte
Am 7. Juli 1999 wurde die Stadtsparkasse Schwerte in das Handelsregister Teil A des Amtsgerichtes Schwerte aufgenommen. Grundlage der Eintragung ist die Satzung vom 8. Februar 1995 in der Fassung vom 1. Juli 1998.
Am 1. Juni 2022 fusionierte die Stadtsparkasse Schwerte mit der Sparkasse Dortmund.